# Großpostwitz
Großpostwitz (alt sòrab: Budestecy) és un municipi alemany que pertany a l'estat de Saxònia. Limita amb Bautzen al nord, Kubschütz al nord-est, Cunewalde al sud-est, Crostau i Kirschau al sud i Obergurig a l'oest. Segons el cens d'Arnošt Muka, en el segle xix el 75% de la població eren sòrabs.

## Llogarets
- Berge (Zahor), 72 h
- Binnewitz (Bónjecy), 80 h.
- Cosul (Kózły), 143 h.
- Denkwitz (Dźenikecy), 76 h.
- Ebendörfel (Bělšecy), 217 h.
- Eulowitz (Jiłocy), 342 h.
- Großpostwitz (Budestecy) mit Hainitz, 1925 h.
- Klein Kunitz (Chójnička), 33 h.
- Mehltheuer (Lubjenc), 31 h.
- Rascha (Rašow), 75 h.

## Personatges il·lustres
- Korla Awgust Kocor, compositor